# Hákonarmál
Hákonarmál er et skjaldekvad som skjalden Eyvind Skaldaspillir digtede. Det omhandler den norske konge Håkon den Godes fald ved slaget på Fitjar, og hans modtagelse i Valhal. Kvadet minder om Eiríksmál, og forsøger at fremstille den kristne Håkon som de Nordiske guders ven. Kvadet er bevaret i sin helhed.
Dette er de tre sidste vers (dansk oversættelse ved Finnur Jónsson).
| Góðu dœgri verðr sá gramr of borinn, es sér getr slíkan sefa. Hans aldar mun æ vesa at góðu getit. Mun óbundinn á ýta sjǫt Fenrisulfr of fara, áðr jafngóðr á auða trǫð konungmaðr komi. Deyr fé, deyja frændr eyðisk land ok láð. Síz Hákon fór með heiðin goð, mǫrg es þjóð of þéuð. | I en god stund bliver den fyrste født, der besidder et sådant sind; hans tid vil altid mindes for det gode. Fenrisulven vil ubunden fare løs på menneskenes boliger, för en så god konge indtager den tomme plads. Fæ dør, frænder dør, land og folk forgår; siden Hakon drog til de hedenske guder, må mange lide nød. |  |

Den sidste strofe er tydelig beslægtet med et lignende vers fra Hávamál. Det traditionelle forklaring er at Hákonarmál lånte linjerne fra kvadet, men det er også muligt at forholdet er modsat, eller at begge kvadene har støttet sig til en tredje kilde.

## Eksterne lenker
- Hákonarmál Projektet "Norrøne Tekster og Kvad"
- To udgaver af kvadet Arkiveret 2. maj 2008 hos  Wayback Machine